# Qué rico país
Qué rico país es una película colombiana de 2019 escrita y dirigida por Álvaro Almeyda. Estrenada el 30 de mayo de 2019, la película contó con las actuaciones de Nicolás Sáenz, Nicolás Prieto y María Camila Porras.

## Sinopsis
Dos amigos viajan a un pueblo tradicional de Colombia llamado Barichara con el fin de desarrollar un proyecto laboral. Mientras se dirigen al pueblo tienen tiempo para conocerse entre ellos, sus vivencias, sus experiencias y sus expectativas. Aunque no son precisamente adolescentes, todavía se sienten así y deben afrontar de una vez por todas el proceso de madurar.

## Reparto
- Nicolás Sáenz
- Nicolás Prieto
- María Camila Porras